# اوشان
اوشان یکی از محله های شهر اوشان، فشم، میگون در استان تهران است.
در لغتنامه دهخدا آمده‌است: اوشان . (اِخ ) دهی است جزء دهستان رودبار قصران بخش افجه شهرستان تهران . آب آن از چشمه سار و رودخانه ٔ جاجرود و آهار و محصول آنجا غلات ، میوجات مختلف ، قلمستان ، سیب زمینی و عسل است. ساختمان دبستان آن از بناهای سلطنتی است. تابستان حدود 50 خانوار از شهر برای هواخوری در این ده ساکن میشوند. دو مهمانخانه و چندین دکان مختلف دارد. (از فرهنگ جغرافیایی ایران ج 1).